# アタール (シロップ)
アタール、またはカタール（アラビア語: قَطْر）は、中東の菓子作りに使用される甘いシロップの一種である。飲料として飲まれることもある。
砂糖と水を主原料とし、やや黄金色で濃厚になるまで火にかけ少し煮詰められる。砂糖が再結晶するのを防ぐためにレモン汁が加えられるほか、バラの水や油、オレンジフラワーウォーター、シロップと似た名前を持ちかすかにバラの香りがするアタールなどの香料を追加で加えて味にメリハリを出す。冷ましたアタールは蜂蜜のような粘度を持つ状態になる。
多くのアラビアの、特にレバントの菓子作りに欠かせない食材で、その中にはクナーファ、バクラヴァ、ハリーサなどを含むがこれらに限定されない。焼き菓子の場合、味を良く染み込ませるため、そして生地がふやけた状態になるのを防ぐため、焼き上がりの熱い菓子に冷たいまたは室温の、アタールがかけられる。菓子を焼き上がり直後に食しない場合、アタールをかけずに保存し、提供される前に再度菓子を温め直しててからアタールをかける。
菓子の生地自体に砂糖などの甘味を加えず、アタールをかけることによって甘味を調節する役割もあるが、菓子が既にアタールにどっぷり浸っている場合が多い。

パレスチナのナーブルス旧市街で、アタールをかけられ切り売りされている柔らかく滑らかな生地を使ったナーイメ・タイプのクナーファ
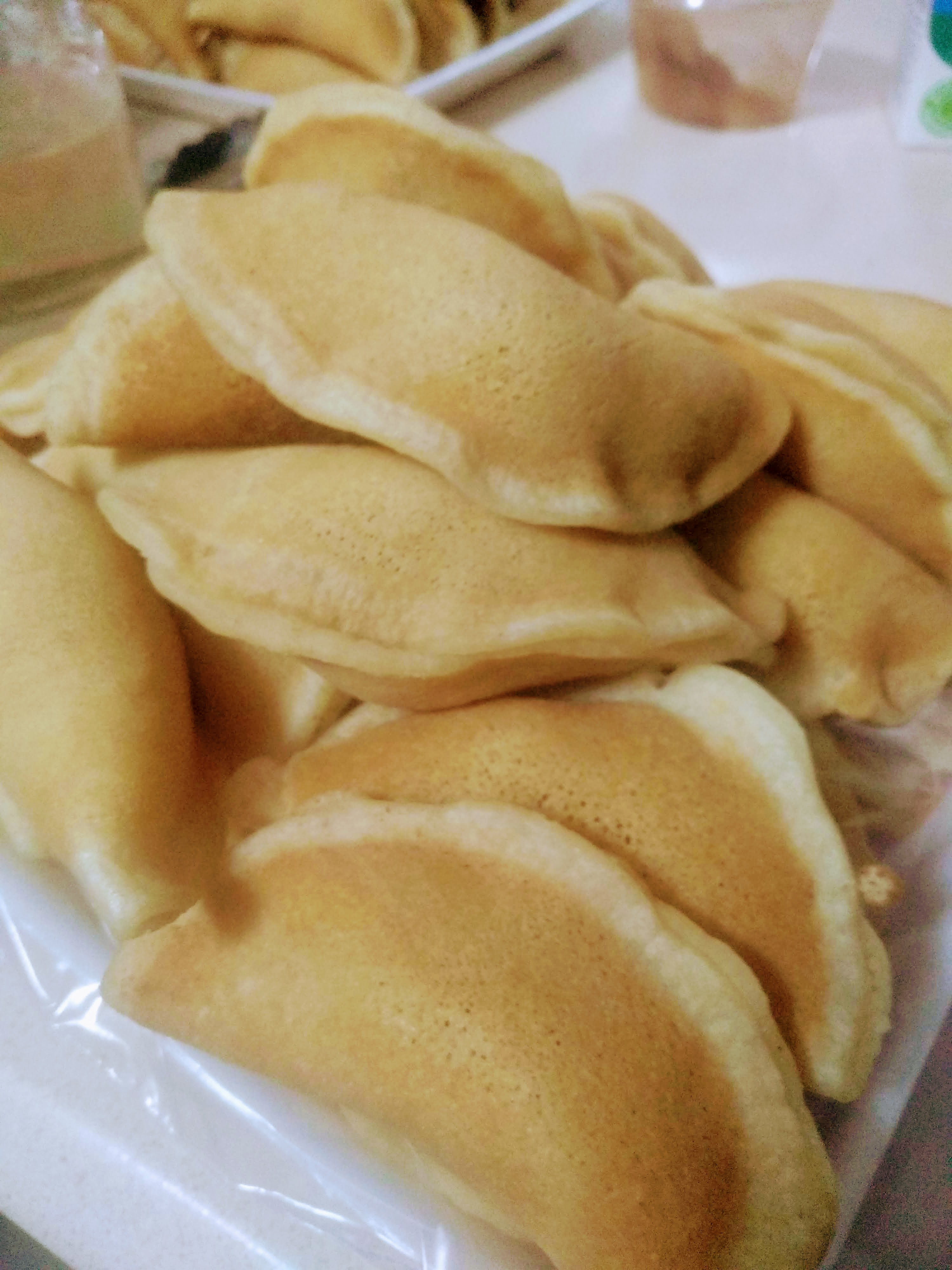
アタールがまだかけられていない調理途中のカターイフ
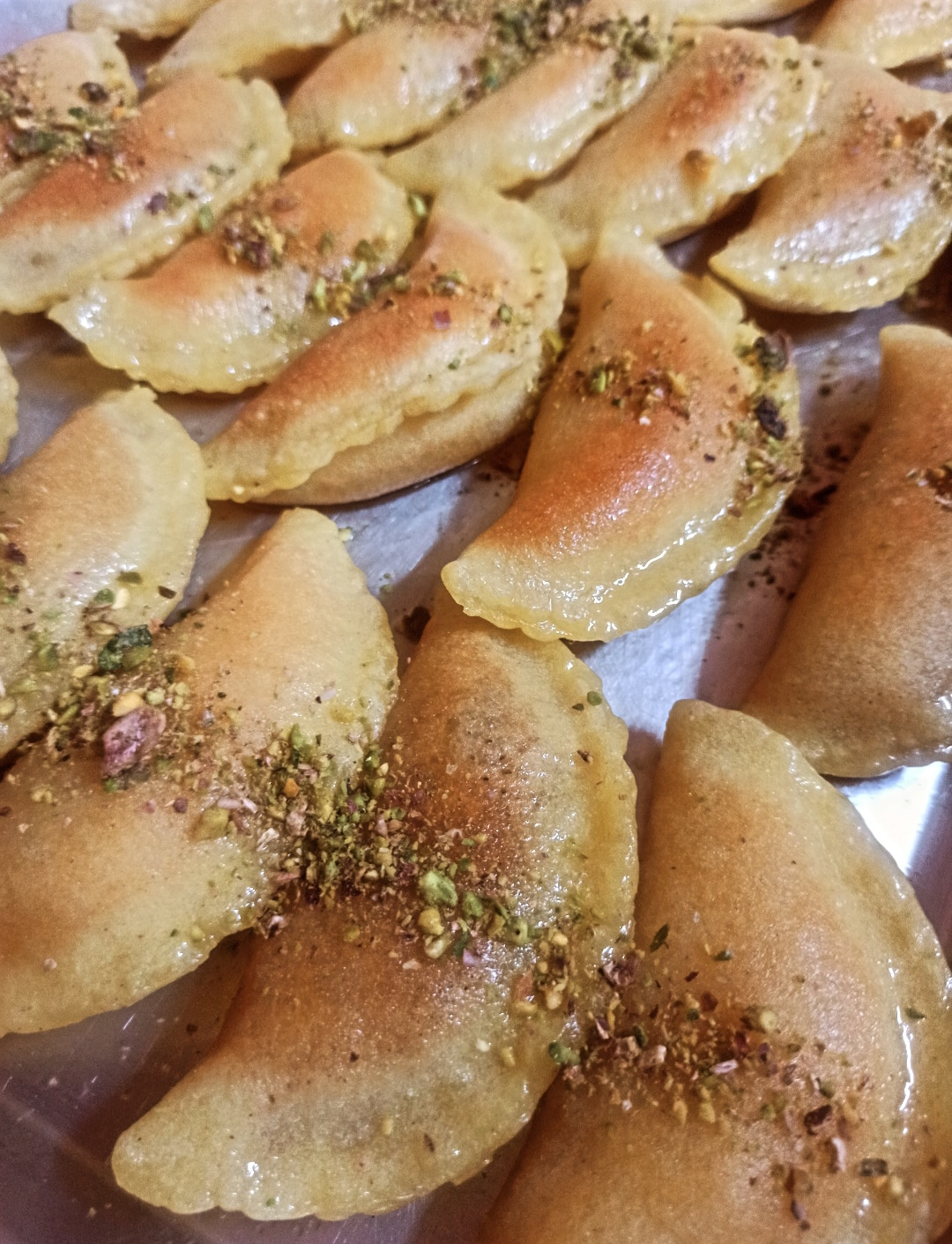
アタールが薄っすら滲む完成したカターイフ
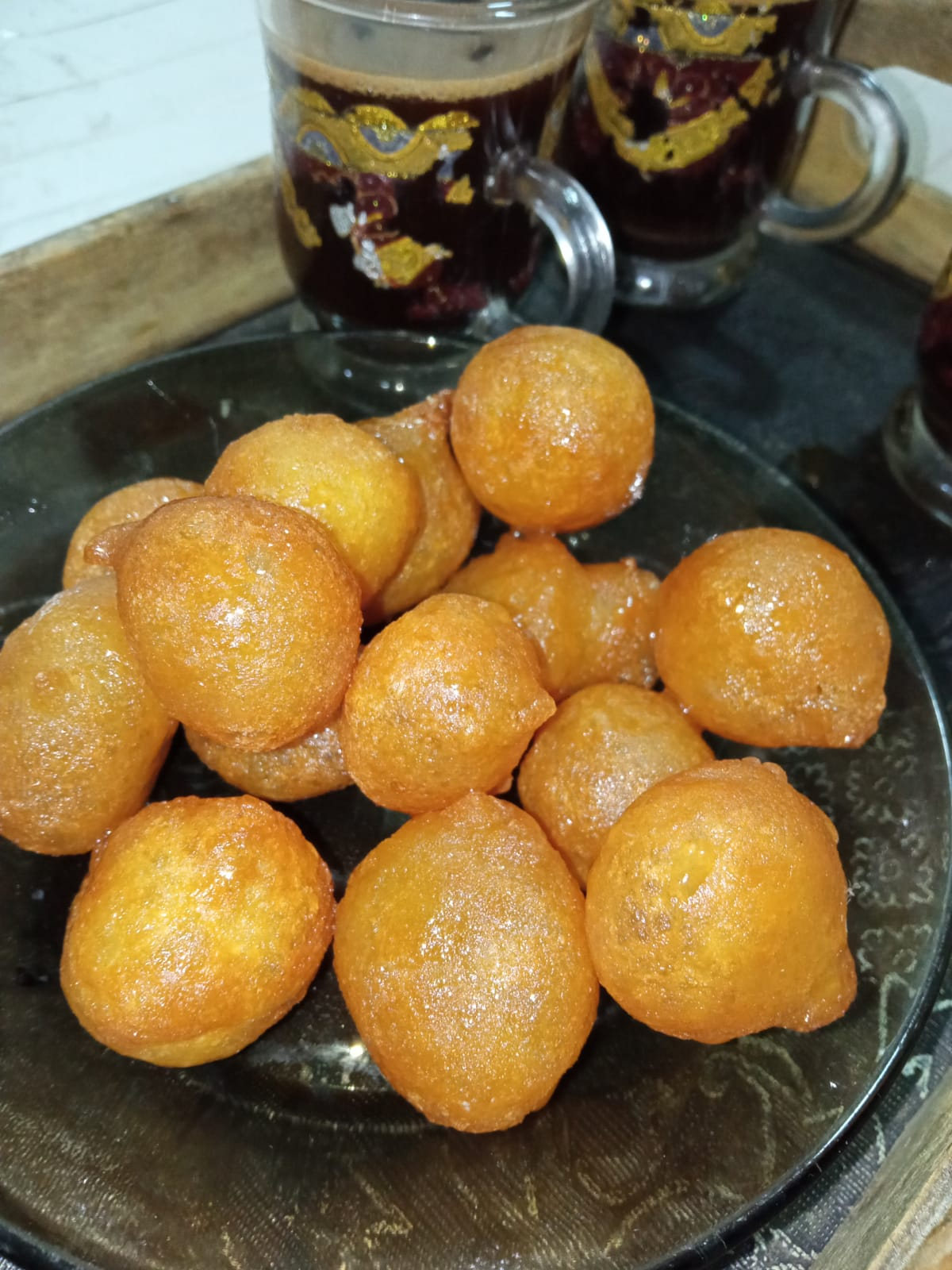
中東の一口ドーナツのアウアーマまたはルカイマット（英語版）[5]も揚げたての熱いうちに室温のアタールに浸し、中はしっとり、外はカリっとさせる
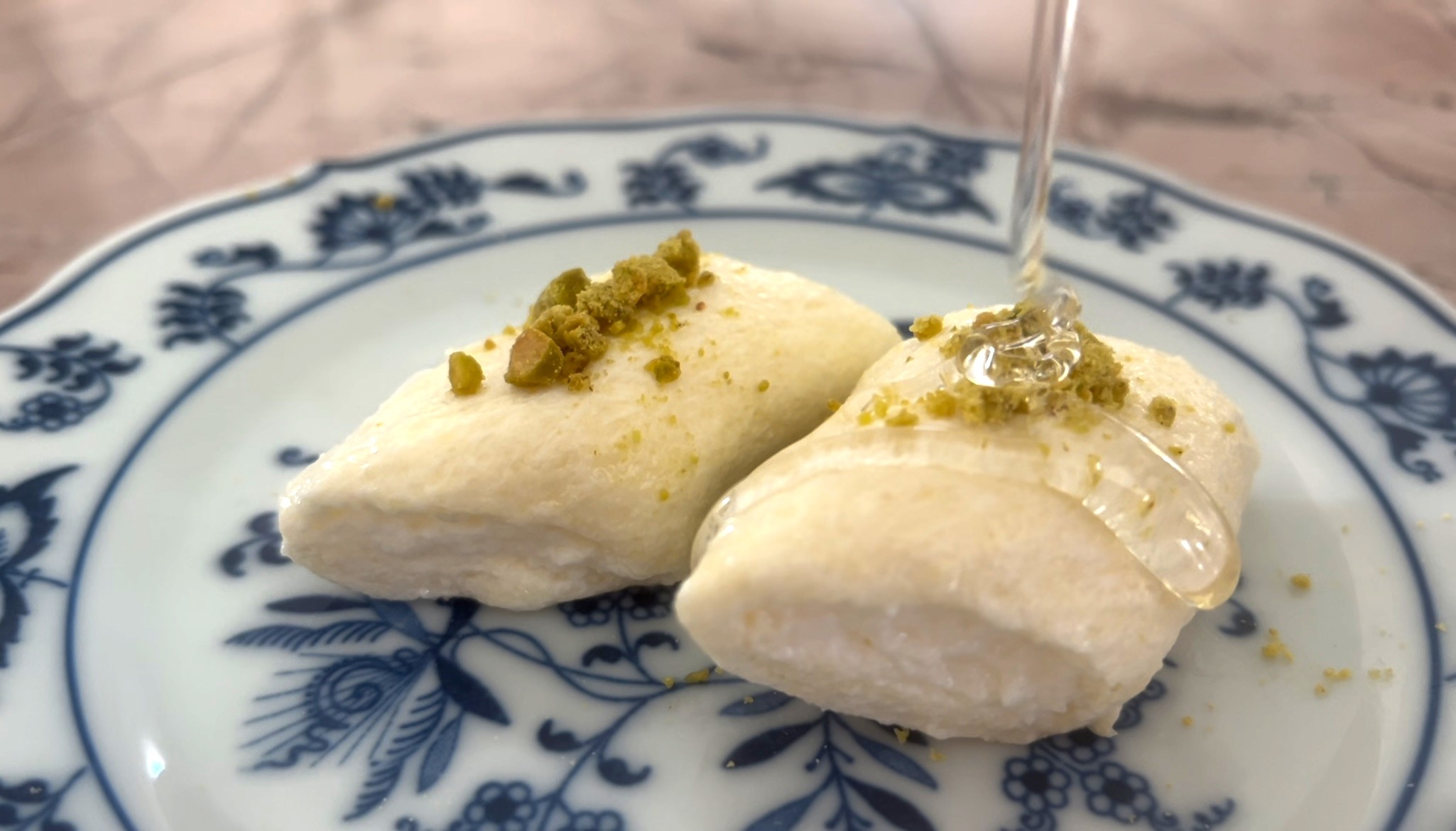
蜂蜜のような粘度のアタールがかけられているハラーワートジュブン（英語版）